# Peridontopyge gracilis
Peridontopyge gracilis är en mångfotingart som beskrevs av Carl 1913. Peridontopyge gracilis ingår i släktet Peridontopyge och familjen Odontopygidae. Inga underarter finns listade i Catalogue of Life.